# Jean-Marie Ghuysen
Jean-Marie Ghuysen (* 26. Januar 1925 in Blégny-Trembleur; † 31. August 2004 in Lüttich) war ein belgischer Mikrobiologe.
Ghuysen konnte die Wirkungsweise der β-Lactam-Antibiotika aufklären, die die Synthese der bakteriellen Zellwand hemmen. Er beschrieb die dortige Peptidoglycan-Schicht und die Biochemie der Penicillin-bindenden Proteine (PBP, heute als Transpeptidasen bekannt).

## Leben
Ghuysens Vater war Apotheker und Bürgermeister in Blégny-Trembleur. Jean-Marie Ghuysen studierte an der Universität Lüttich Pharmakologie und Chemie. Im Krieg unterstützte er die Résistance als Bote und Bombenbauer. 1947 erwarb er einen Abschluss in Pharmakologie, 1948 in Chemie und 1951 bei Victor Desreux einen Ph.D. in physikalischer Chemie. Anschließend erhielt Ghuysen eine Anstellung beim Unternehmen Labaz, wechselte aber bereits 1958 an die Universität Lüttich, wo er 1966 eine außerordentliche und 1969 eine ordentliche Professur erhielt. 1990 wurde Ghuysen emeritiert, übernahm aber noch bis 1995 die Leitung des dortigen Zentrums für Protein-Engineering.
Ghuysen war verheiratet, seine Frau Jeanine (geborene Defourny, 1925–2003) starb ein Jahr vor ihm. Das Paar hatte drei Kinder.

## Auszeichnungen (Auswahl)
- 1977 Marjory Stephenson Memorial Lecture[1]
- 1989 Gairdner Foundation International Award[2]
- 1991 Carlos J. Finlay Prize for Microbiology der UNESCO[3]
- 1997 Albert Einstein World Award of Science[4]
- 1999 Mitglied der Académie royale des Sciences, des Lettres et des Beaux-Arts de Belgique, 1988 korrespondierendes Mitglied[5]
- 2001 Bristol-Myers Squibb Award (for distinguished achievement in infectious diseases research)[6]
- Ehrendoktorate folgender Universitäten: Universität Nancy, Universität Debrecen, Universität Montreal